# Eye (Herefordshire)
Eye – wieś w Anglii, w hrabstwie Herefordshire. Leży 24 km na północ od miasta Hereford i 199 km na północny zachód od Londynu.